# Иттербю
Иттербю (швед. Ytterby) — населённый пункт в коммуне Ваксхольм на шведском острове Ресарё Стокгольмского архипелага (см. карту). Иттербю – это место, в честь которого названо больше всего химических элементов в мире.
Название деревни переводится как «внешняя деревня». Иттербю – самый богатый источник открытий элементов в мире; химические элементы иттрий (Y), тербий (Tb), эрбий (Er) и иттербий (Yb) названы в честь Иттербю; также были впервые обнаружены там элементы гольмий (Ho), скандий (Sc), тулий (Tm), тантал (Ta) и гадолиний (Gd).

## История геологии
Достоверных данных когда в этом районе начали добывать полезные ископаемые нет, по некоторым данным минимум с XVII века отсюда добывали кварц для металлургического завода в Уппланде. Однако первое достоверное свидетельство существования рудника датируется 1756 годом, когда образец минерала был отправлен в Бергсколлегиет для анализа. В то время рудник Иттербю был всего лишь одним из множества небольших шахт архипелага. Уникальность Иттербю заключалась в том, что добываемая здесь порода, пегматит, была необычайно крупнокристаллической, что позволяло относительно легко отделять и обогащать ее основные составляющие - кварц и полевой шпат. Однако только примерно в 1790 году, помимо кварца, начали использовать полевой шпат (в основном красный микроклин). Полевой шпат добывался для местного производства фарфора, такого как Густавсберг, и торговли фарфором с Великобританией и Польшей. Шахта, вероятно, является первой добычей полевого шпата в Швеции, начатой в 1790 году. Добыча полевого шпата, вероятно, была спорадической и основывалась на спросе производства. Этот спрос возрос в 1860-х годах, что привело к более глубокой добыче полезных ископаемых в Иттербю. Рудник стал одним из самых продуктивных месторождений кварца и полевого шпата в стране. Добыча полевого шпата и кварца продолжалась до 1933 года, когда шахта была закрыта. За 177 лет добычи полевого шпата это была самая продолжительная шахта по добыче полевого шпата в Швеции.
Добываемые кварц и полевой шпат являются частью пегматитовой дайки, которая имеет ориентацию ССВ―ЮЮЗ и наклон на 60° к западу и включает в себя участки аплита и письменного гранита. Окружающая вмещающая порода представляет собой «габброподобный зелёный камень».

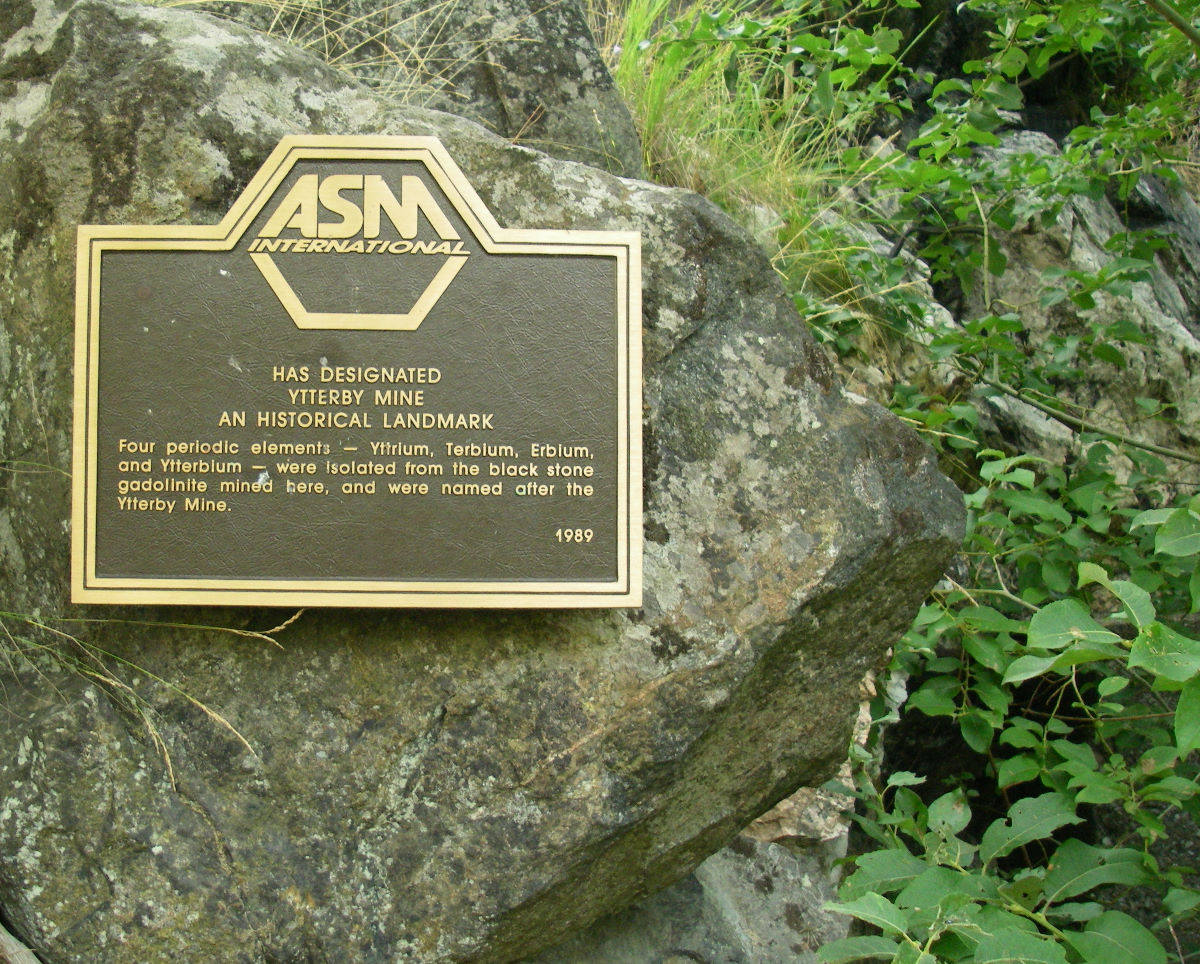
Мемориальная доска ASM International у входа на рудник Иттербю

В 1787 году в окрестностях Иттербю офицером Карлом Акселем Аррениусом был найден необычно тяжелый минерал, который впоследствие назвали гадолинитом, который содержал в себе неизвестные науке химические элементы:5.
Четыре из вновь найденных элементов были позже названы в честь поселения — иттрий (Y), тербий (Tb), эрбий (Er), иттербий (Yb).
Европейское химическое общество присудило руднику Иттербю и промышленному комплексу ABEA награду «Исторические достопримечательности» за 2018 год «в знак признания той роли, которую она сыграла в истории химии и европейского чувства принадлежности между людьми и идеями».